# Симфонія № 9 (Шуберт)
Симфонія №9, до мажор, D. 944, відома як «Велика» (опублікована у 1840 як «Симфонія №7, до мажор», подана під №8 у Новому виданні Шуберта нім. Neue Schubert-Ausgabe) — остання симфонія закінчена Францом Шубертом. Спершу звана «Велика до-мажорна», щоб відрізнити її від симфонії №6 «Малої до-мажорної», підзаголовок тепер зазвичай використовується як посилання на величність симфонії. Незвичайно довга для симфоній свого часу, стандартне виконання «Великої» симфонії займає 55 хвилин, хоча вона може бути зіграна всього за 45 хвилин, якщо використовувати швидший темп і не виконувати реприз, як вказано у нотах.

## Створення та ранні відгуки

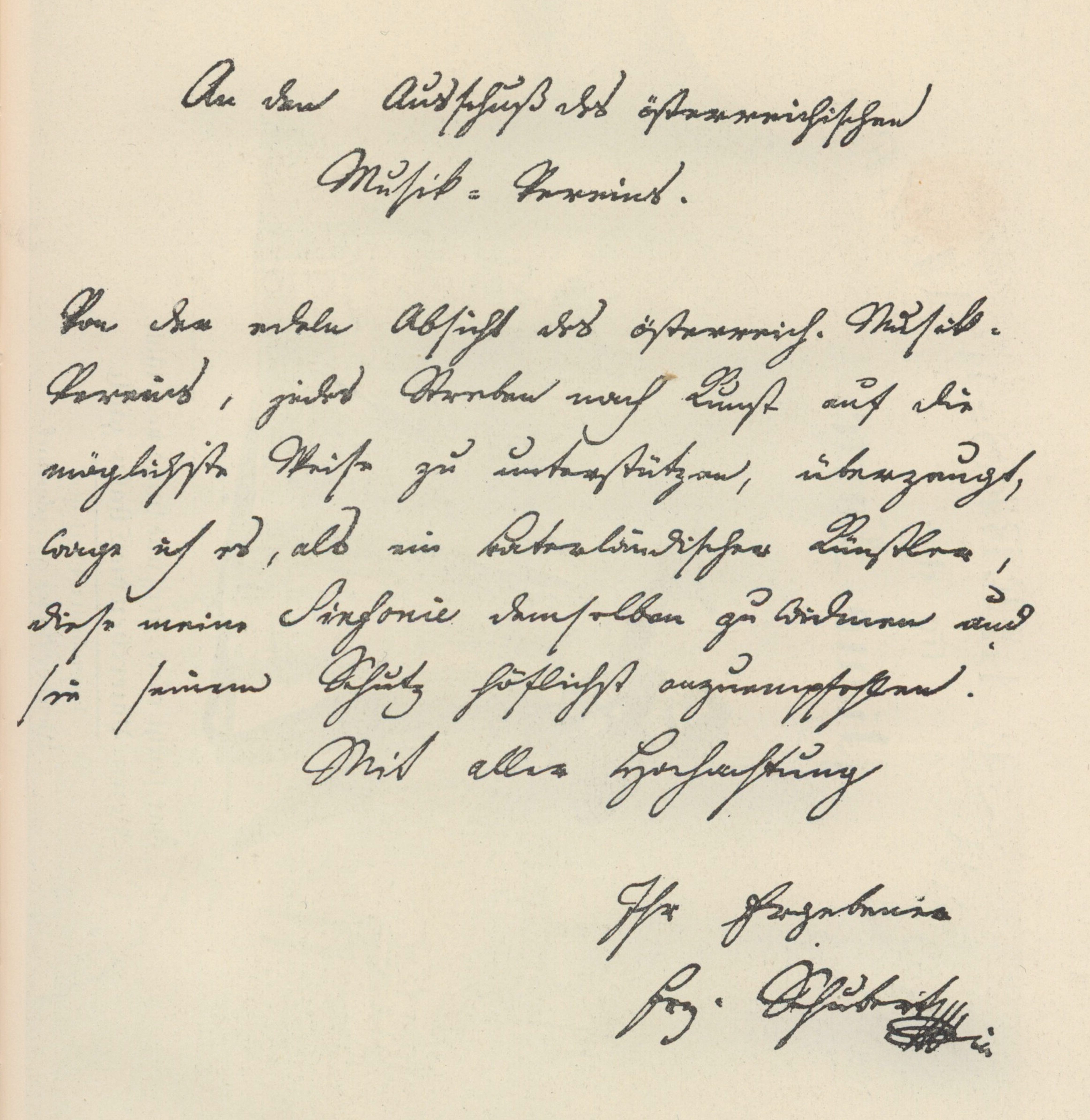
Лист Шуберта, де згадується симфонія №9, D. 944

Довгий час вважалося, що вона була написана в останній рік життя Шуберта, 1828. Справді, в останні місяці свого життя він почав накреслювати симфонію, але це був твір у тональності ре мажор, тепер відомий як симфонія №10, яка була підготовлена до виконання Браяном Ньюбелдом. «Велика» ж симфонія була в написана в обрисах улітку 1825; про цей твір Шуберт згадував у листі в березні 1824 року, коли сказав, що готувався до написання «великої симфонії». Весною чи влітку 1826 вона була повністю написана і в жовтні Шуберт, не маючи змоги заплатити за виконання, надіслав її до Товариства друзів музики із присвятою. У відповідь вони надіслали йому невеликі гроші, упорядкували для копіювання оркестрових партій та у другій половині 1827 організували її неофіційне виконання (точна дата та диригент не відомі) — хоча вважалося, що ця симфонія надто довга та складна для любительського оркестру консерваторії.
Нещодавні гіпотези припускають, що симфонія, можливо, була вперше виконана 12 березня 1829 на Духовному концерті (Concert spirituel) у Лендштедтлішер залі у Відні. Докази цієї гіпотези убогі і суперечать сучасним джерелам, які доказують, що шоста симфонія Шуберта (також до мажор) була тоді виконана. У 1836 брат Шуберта Фердинанд намагався виконати останню частину окремо, хоча і тут немає доказів, що вона була виконана на публіку.
У 1838 році, 10 років по смерті Шуберта, Роберт Шуман відвідав Відень, де Фердинанд Шуберт у Товаристві друзів музики показав йому рукопис. Він взяв копію, яку Фердінад дав йому, до Ляйпціґа, де весь твір був виконаний перший раз Феліксом Мендельсоном у Ґевандгаусі в Ляйпціґу 21 березня 1839 року. Шуман відзначив цю подію у «Neue Zeitschrift fur Musik» екстатичною статтею, де, фразою, що стала відомою, вітав симфонію за її «небесну протяжність».
Симфонію, щоправда, було складно грати через надзвичайно довгі партії дерев’яних духових та струнних інструментів. Коли Мендельсон привіз симфонію до Парижа у 1842 та Лондона у 1844, оркестри зовсім не хотіли її виконувати. Під час її першого виконання в Лондоні у 1856 під диригуванням Авґуста Маннса, скрипалі почали голосно сміятися на побічній партії фіналу.

## Номерування
Досі ведуться дискусії щодо номерування симфонії: німецькомовні учені деколи дають їй «№ 7», найновіша версія Німецького каталогу (стандартний каталог творів Шуберта, складений Отто Еріхом Дойчем) подає її як симфонію №8, а англійськомовні вчені часто називають її №9.

## Форма
У симфонії стандартно чотири частини:
1. Andante — Allegro ma non troppo — Piu Moto
2. Andante con moto
Друга частина — видозмінена сонатна форма без розробки (ABAB).
3. Scherzo. Allegro vivace — Trio
Третя частина — протяжне скерцо та тріо у сонатній формі.
4. Allegro vivace